# Barkam
| Tibetische Bezeichnung            |
| --------------------------------- |
| Tibetische Schrift: འབར་ཁམས་      |
| Wylie-Transliteration: 'bar khams |
| Andere Schreibweisen: Barkham     |
| Chinesische Bezeichnung           |
| Vereinfacht: 马尔康市             |
| Pinyin:Mǎ'ěrkāng Shì              |

Barkam (Barkham) ist eine kreisfreie Stadt des Autonomen Bezirks Ngawa der Tibeter und Qiang im Norden der chinesischen Provinz Sichuan.

## Geographie
Barkam liegt am Südrand des Hochlandes von Tibet und nordwestlichen Rand des Sichuan-Beckens in einer Entfernung von 365 Kilometern zur Provinzhauptstadt Chengdu. Im Süden grenzt Barkam an das Wolong-Naturreservat und das Siguniang-Gebirge. Barkam verwaltet ein Territorium von 6.262 Quadratkilometern.
Das Territorium von Barkam liegt auf Höhen zwischen 2180 und 5301 Metern über Normalnull. Es fällt von Nordosten nach Südwesten leicht ab. Die Jahresdurchschnittstemperaturen liegen zwischen 8 und 9 °C mit 120 frostfreien Tagen pro Jahr. Barkam erhält im Mittel Niederschläge von 753 Millimetern und 2000 Sonnenstunden pro Jahr. Barkam wird von 3 großen und 69 kleinen Flüssen durchzogen, die größtenteils eine hohe Flussgeschwindigkeit haben und gemeinsam ein theoretisches Potential von 7,2 Gigawatt Leistung hätten.
Etwa 168.000 Hektar des Gebietes von Barkam sind mit Wald bedeckt, wobei in den Wälern vor allem Tannen, Fichten und Lärchen stehen. Sie bieten Lebensraum für seltene Tiere wie Leoparden, Weißlippenhirsche, Sikahirsche und Takine.

## Bevölkerung
Bei der Volkszählung 2020 ergab sich eine Einwohnerzahl von 58.390. Am Ende des Jahres 2016 hatte Barkam eine registrierte Bevölkerung von 55.388 Einwohnern, wovon 28.431 Männer und 26.975 Frauen waren. Die ansässige Bevölkerung betrug Ende 2016 59.600 Personen. Die Bevölkerungszählung des Jahres 2000 hatte eine Gesamtbevölkerung von 55.046 Personen in 14.990 Haushalten ergeben, davon 28.308 Männer und 26.738 Frauen.
Die 55.388 registrierten Einwohnern Barkams setzten sich am Jahresende 2016 aus 42.877 Tibetern, 10.019 Han, 1644 Qiang und 662 Hui zusammen. Es waren 30940 Personen als bäuerliche und 24448 Personen als nicht-bäuerliche Bevölkerung registriert. Die urbane Bevölkerung wurde mit 49 % der Gesamtbevölkerung angegeben, die Geburtenrate mit 9,74 Geburten pro Tausend Einwohner, die Sterberate mit 4,25 pro Tausend.

## Administrative Gliederung
Auf Gemeindeebene setzt sich der Kreis aus vier Großgemeinden und zehn Gemeinden zusammen. Diese sind:
- Großgemeinden Barkam (马尔康镇), Zhokeji (卓克基镇), Songang (松岗), Sha'erzong (沙尔宗镇)
- Gemeinden Suomo (梭磨乡), Baiwan (白湾乡), Danba (党坝乡), Mu'erzong (木尔宗乡), Jiaomuzu (脚木足乡), Long'erjia (龙尔甲乡), Dazang (大藏乡), Kangshan (康山乡), Caodeng (草登乡), Ribu (日部乡)[5]

Die obengenannten Verwaltungseinheiten bestehen auf Dorfebene aus 105 Dörfern, die 238 „natürliche Dörfer“ verwalten. Der Regierungssitz der kreisfreien Stadt Barkam liegt in der Großgemeinde Barkam.

## Kultur
Das Dorf Zhuokeji Tusiguan (Zhuokeji tusiguan zhai 卓克基土司官寨) aus der Zeit der Qing-Dynastie und die Diaolou in Zhibo (Zhibo diaolou 直波碉楼), d. h. dem Dorf Zhibo (直波村) der Großgemeinde Songgang (松岗镇), stehen seit 1988 bzw. 2001 auf der Liste der Denkmäler der Volksrepublik China.

## Wirtschaft
Barkam hat Vorkommen an Lithium, Silicium, Tantal, Nickel, Gold, Aluminium, Zink, Blei und Titan. Die Lagerstätten an Lithium werden auf 2,3 Millionen Tonnen und jene von Silicium auf mehr als 2,5 Millionen Tonnen geschätzt. Darüber hinaus werden Marmor, Granit und Quarz abgebaut.
Barkam verfügt über 3200 Hektar Ackerland und fast 300.000 Hektar Weideland. Es werden Mais, Weizen, tibetische Gerste, Kartoffeln, Äpfel, Szechuanpfeffer, Walnüsse und Birnen angepflanzt sowie Yaks, Ziegen und Schafe gezüchtet. Darüber hinaus kommen auf dem Gebiet Barkams 1303 Pflanzenarten vor, die in der traditionellen chinesischen Medizin Verwendung finden.
Barkam wird von der Nationalstraße 317 an den Rest Chinas angebunden. Rundfunk- und Mobiltelefonempfang gibt es in allen Gemeinden Barkams.